# Rhinanthus alectorolophus
Rhinanthus alectorolophus là loài thực vật có hoa thuộc họ Cỏ chổi. Loài này được Pollich miêu tả khoa học đầu tiên.

## Hình ảnh

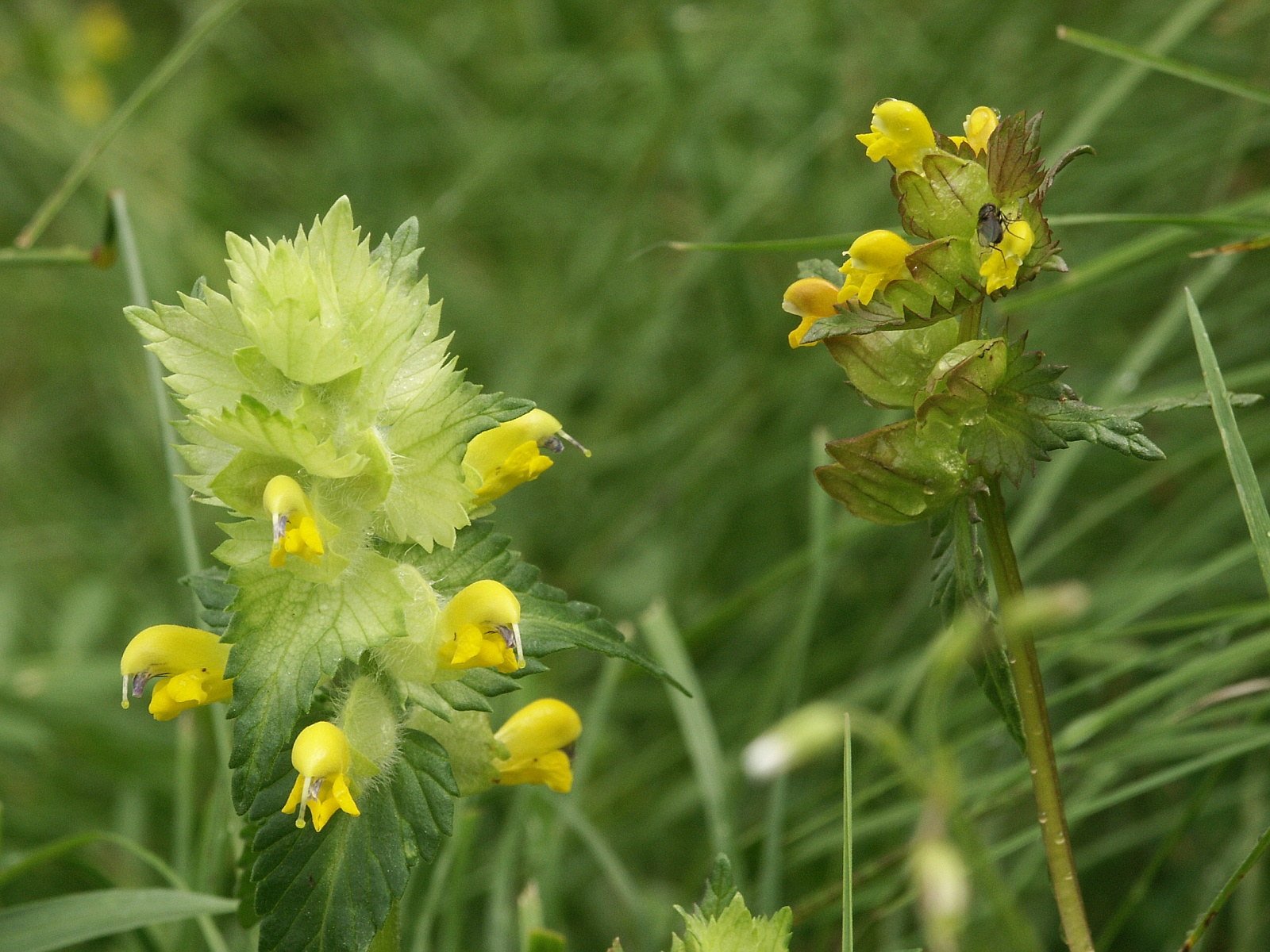
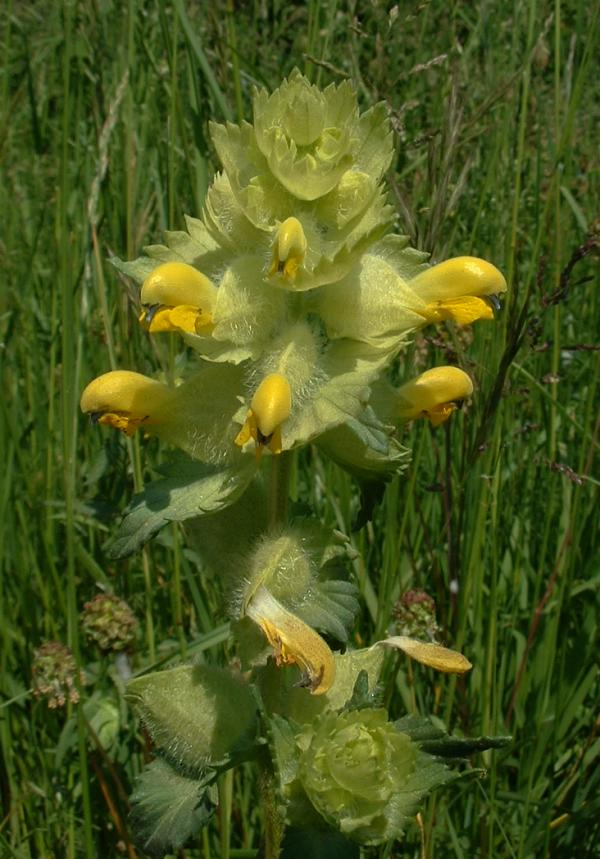
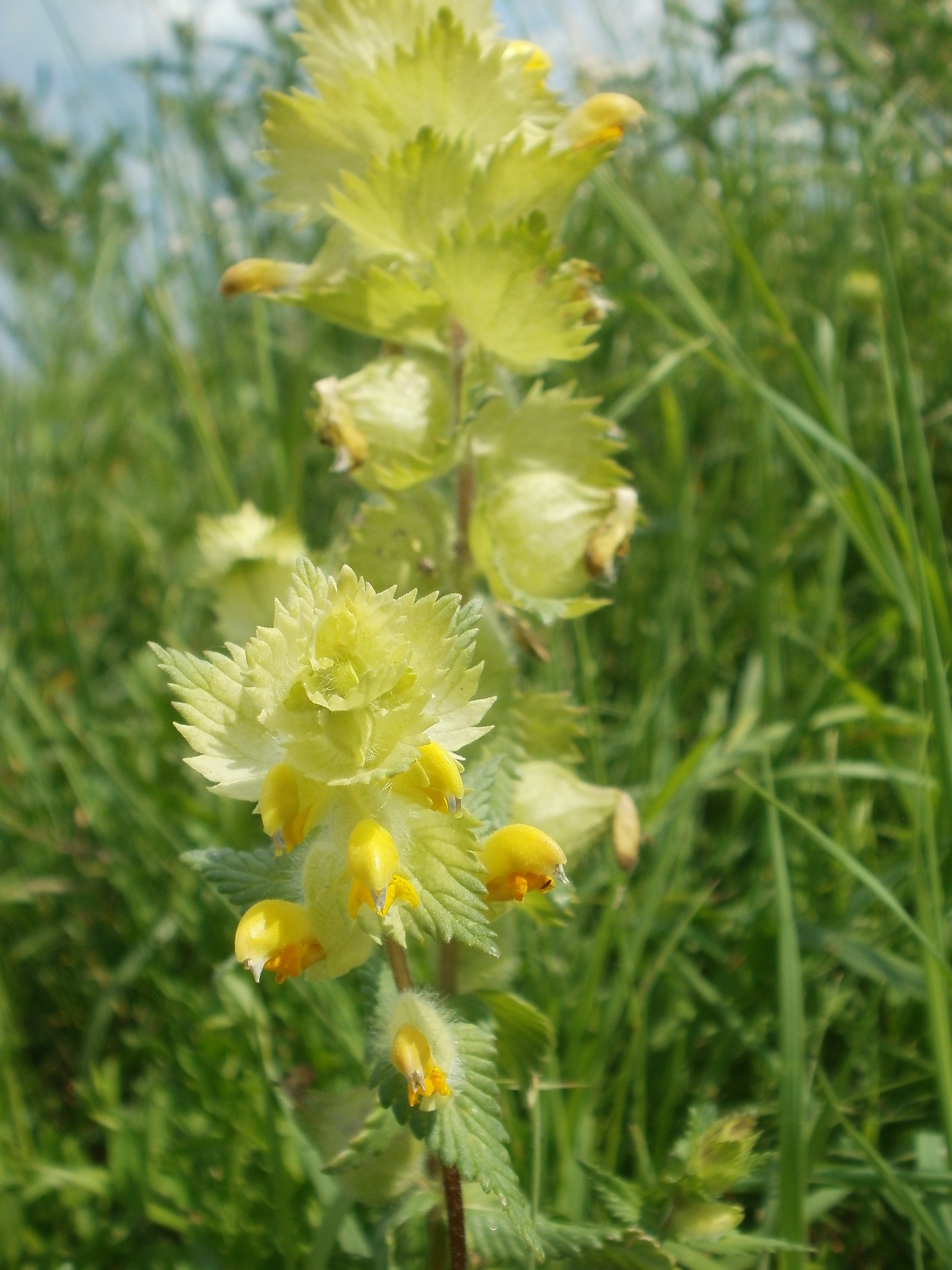
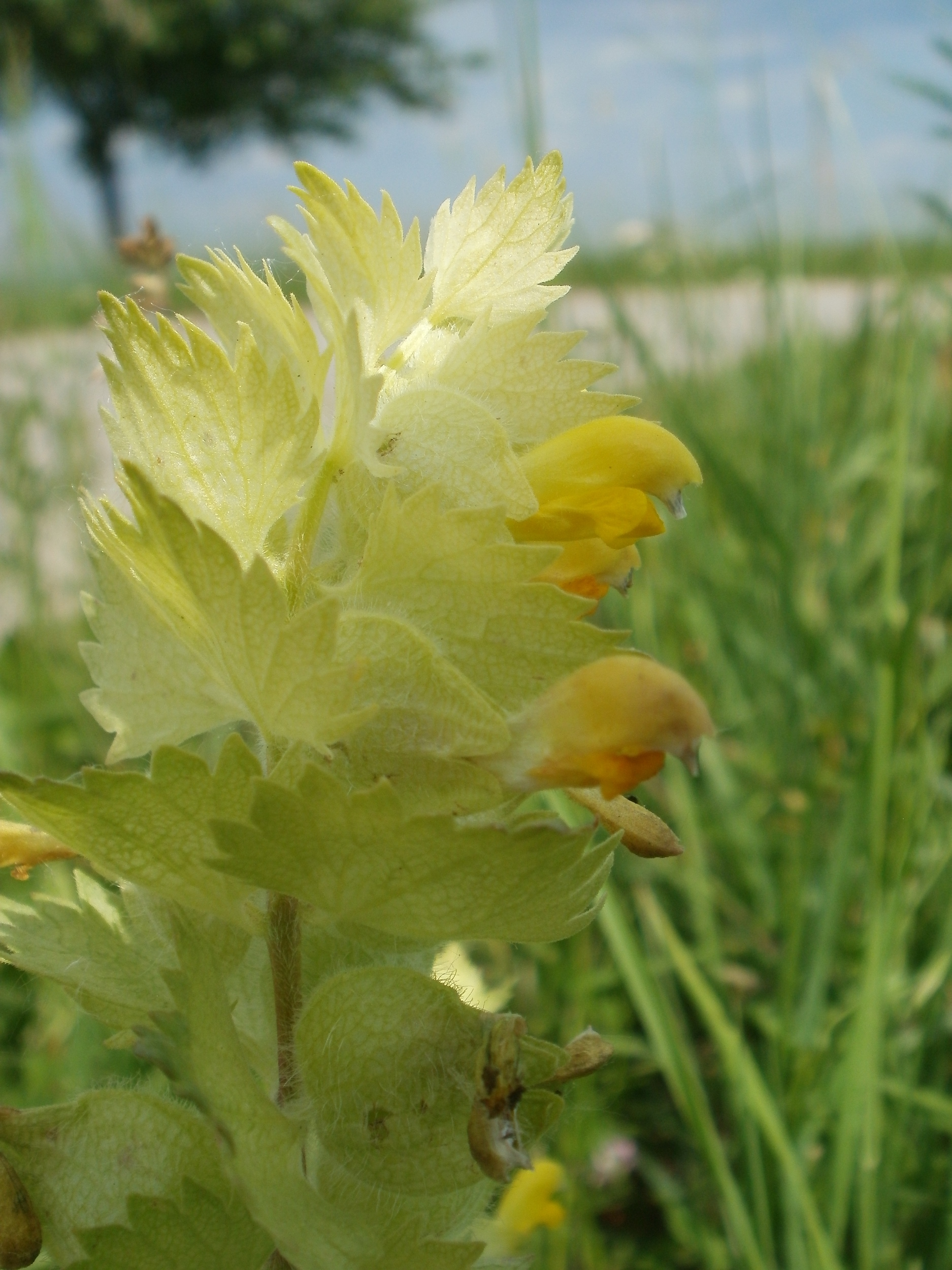